# Le Bivouac
 (juillet 2025).
Pour plus de détails, voir Fiche technique et Distribution.
Le Bivouac est un film de Georges Méliès, sorti en 1896, produit par le Théâtre Robert-Houdin. Actuellement, le film est considéré comme perdu.